# M×0
M×0 (エム×ゼロ Emu×Zero?) es un manga de fantasía y comedia romántica escrito e ilustrado por Yasuhiro Kanō. La historia cuenta cómo un chico normal, llamado Taiga Kuzumi, entra por error a una escuela en donde enseñan a usar magia por medio de tarjetas. Debido a las extrañas circunstancias en las que entró al instituto, se le otorga la M0, una tarjeta especial que en vez de crear magia, la absorbe y posteriormente libera. Taiga deberá apañárselas para no ser descubierto por los demás, que desconocen su situación.
El manga fue serializado en la revista semanal Shōnen Jump de la editorial Shūeisha entre el 1 de mayo de 2006 y el 19 de mayo de 2008, llegando a reunir 99 capítulos, que fueron recopilados en diez volúmenes tankōbon.